# Caligrafía uncial

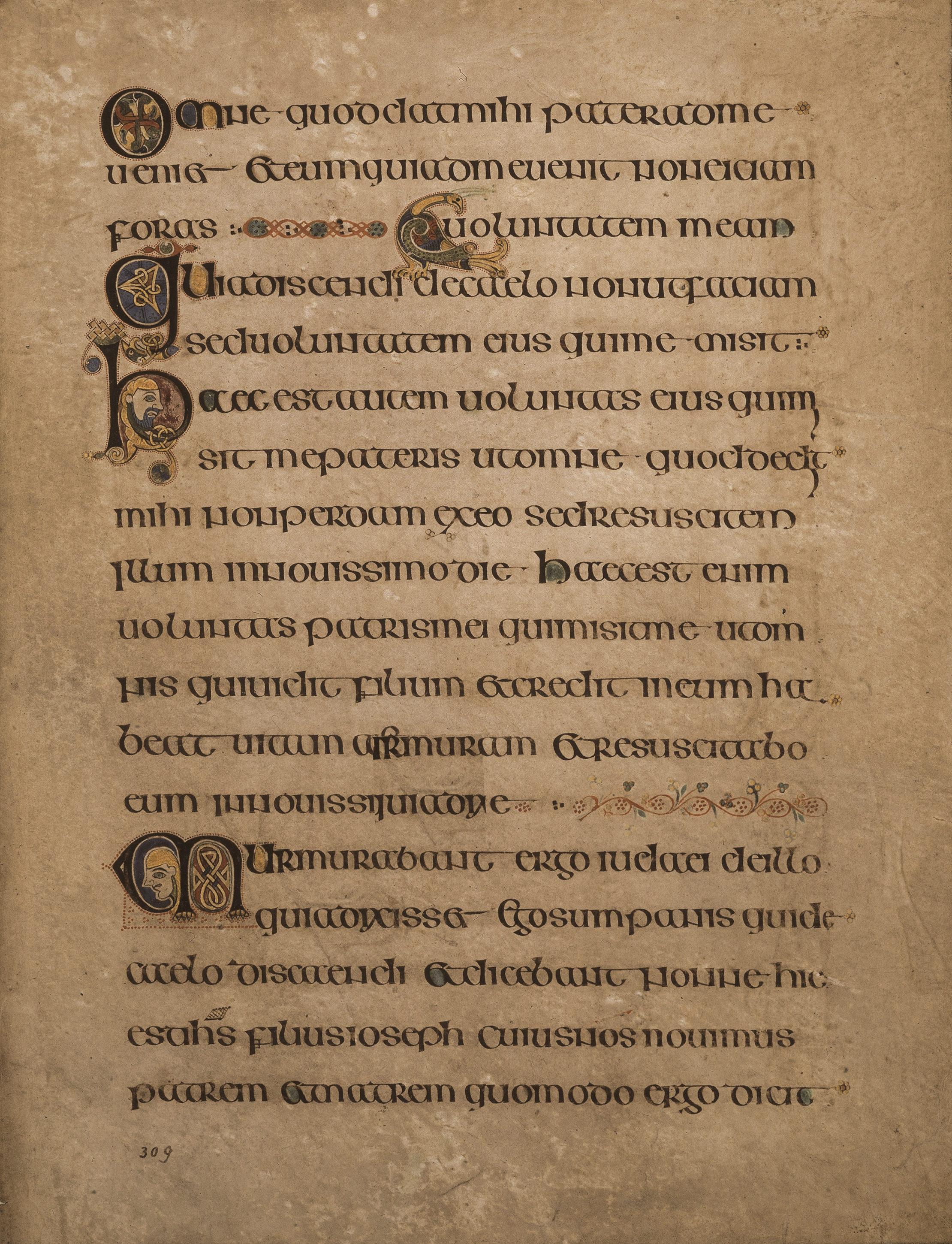
Imagen de una página del Libro de Kells, del año 800, escrito en una caligrafía conocida como "mayúscula aislada", una variante de la caligrafía uncial originada en Irlanda.

La caligrafía uncial (del latín unciālis, ‘de una pulgada’) es un tipo de escritura en el que todo el texto se escribía en letras mayúsculas, tomando «mayúscula» en su sentido paleográfico, es decir, un tipo de letra que queda determinado por dos líneas paralelas horizontales (la minúscula requiere cuatro). Fue de uso común entre los siglos III d. C. y VII d. C., principalmente por escribas latinos y griegos. Desde el siglo VIII d. C. y hasta el siglo XIII d. C. este tipo de escritura se utilizó a menudo en títulos y letras capitales.

## Nombre
Lleva el nombre de uncial por un error de comprensión de un texto de san Jerónimo, donde habla —refiriéndose a unas letras capitales— de litterae unciales. Dado que las letras características de esta caligrafía son la A, la D, la E y la M, algunos autores han propuesto llamarla Escritura ADEM.

## Origen
Es probable que la primera escritura uncial se haya desarrollado a partir de la última caligrafía romana cursiva antigua. Se empleó particularmente para escribir y copiar textos cristianos. Se cree que las características más propias de este tipo de escritura se deban a algún maestro de escritura africano, aunque también es posible que provenga del mundo jurídico romano, que a partir del siglo II d. C. había desarrollado una forma particular de escritura.

## Características
Al principio, las formas se caracterizaban por un trazo simple, con letras de formas redondeadas, aprovechando las nuevas superficies del pergamino y la vitela y ligada al uso de la pluma de ave, en contraposición a las letras angulares de múltiples trazos, más adecuadas para superficies rugosas y ásperas como el papiro. 
En los ejemplos más antiguos de escritura uncial, como el fragmento De bellis macedonicis en la Biblioteca Británica, todas las letras están desconectadas las unas de las otras, y la separación entre palabras normalmente no se utiliza. Sin embargo, la separación de palabras es una característica del uso posterior de la uncial.
Como la escritura evolucionó a lo largo de los siglos, los caracteres se volvieron más complejos. En concreto, alrededor del 600 comienzan a aparecer en muchos manuscritos trazos básicos exagerados y floreados. Los rasgos ascendentes y descendentes fueron las alteraciones más importantes, seguidos por giros de la herramienta en los trazos básicos y en la superposición de trazos. La escritura minúscula más compacta surge alrededor del 800.

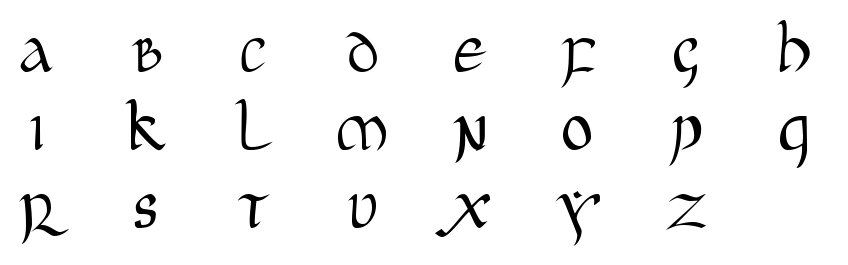
Alfabeto completo de una particular versión de la escritura uncial.

Letra griega Alfa en uncial.

## Extensión local y temporal
Su uso se extendió por todo el Occidente latino medieval desde el siglo IV d. C. hasta el IX. Y cuando la letra capital clásica es abandonada hacia el siglo VI d. C., será la caligrafía empleada para textos de mayor dignidad e importancia. Los principales scriptoria que extendieron el uso de la uncial eran de África e Italia, especialmente Roma.
En el oriente cristiano, la escritura uncial del alfabeto griego fue utilizada como base para la creación de los alfabetos copto y cirílico, además de aquellos alfabetos que descienden de estos dos, como el antiguo alfabeto nubio.  
El momento cuando  surgió la escritura minúscula más compacta, se ha fijado alrededor del año 800 y alguno de los estilos unciales evolucionados sirvió de base para estos caracteres más pequeños y simplificados. La caligrafía uncial se siguió utilizando, sobre todo para copias de la Biblia, disminuyendo alrededor del siglo X d. C.. En la actualidad, existen más de 500 copias de escritura uncial que han sobrevivido, la mayoría anteriores al renacimiento carolingio.